# Doellingeria sohayakiensis
Doellingeria sohayakiensis là một loài thực vật có hoa trong họ Cúc. Loài này được (Koidz.) G.L.Nesom mô tả khoa học đầu tiên năm 1994.